# Solidobalanus fallax
Balane feinte
Espèce
Solidobalanus fallax, la Balane feinte est une espèce de balanes de la famille des Balanidae. C’est une espèce introduite récemment sur les côtes européennes.

## Répartition
Solidobalanus fallax est originaire d’Afrique du Nord et de l’Ouest, où elle se trouve, de manière probablement discontinue, depuis l'Algérie jusqu’en Angola.
Découverte pour la première fois en Europe au large de Plymouth en 1994. Une récolte antérieure (1988) au large de la Cornouaille anglaise était initialement passée inaperçue.
La première récolte en France semble avoir été faite sur la côte nord de la Bretagne (Trebeurden-Ploumanac’h) en 1996, voire en 1993,. Elle est signalée sur la côte sud de la Bretagne (au large de l’île d’Houat) en 1999. C’est une espèce à rechercher et mérite d’être signalée en cas de découverte.

### Europe
Effectivement rencontrée au Portugal, en Espagne, en Bretagne-Sud et Bretagne-Nord, dans le sud-ouest de l’Angleterre et au Pays de Galles, S. fallax paraît absente de la Manche-Est mais a été signalée à de nombreuses reprises sur des objets échoués sur le littoral de la Belgique et des Pays-Bas,.
Il est probable que des recherches nouvelles permettront de densifier et d’étendre la carte de son aire de répartition dans l’ouest tempéré et le sud de l’Europe.

## Description

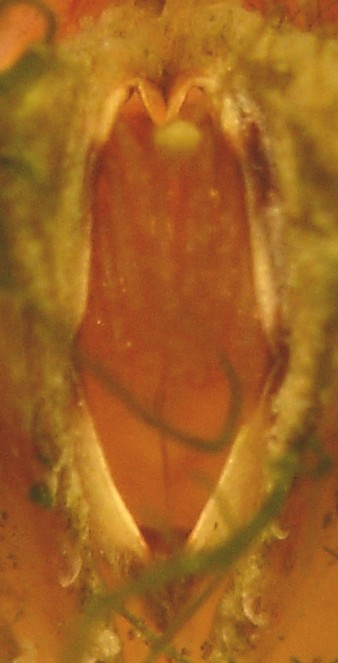
Solidobalanus fallax, détail des languettes tergo-scutales.

Solidobalanus fallax est une balane qui peut mesurer jusqu'à 12 mm de diamètre et ces grands individus sont souvent accompagnés de nombreux plus petits, de 5–6 mm de diamètre. Ces deux tailles représentant probablement deux générations consécutives.
Sa couleur est variable : certains individus sont presque entièrement blancs, souvent c’est le rostre seul qui est blanc, le reste est coloré en rose ou rouge
d’autres individus enfin portent des bandes roses ou rouges alternant avec des blanches, disposées selon l’axe base-sommet.
L’orifice ressemble à un losange avec un arrondi au niveau du rostre. Sa bordure est crénelée, parfois davantage que chez Balanus crenatus.
Les scutums portent des stries d’accroissement mais pas de stries longitudinales divergentes leur aspect n’est donc pas réticulé.
Le tergum a un éperon étroit à extrémité arrondie.
Les languettes tergo-scutales sont jaunes, traversées par quatre bandes de brun, clair ou foncé.
La base est calcaire et comporte des cannelures ouvertes (et non pas des tubes : elle n’est pas de type poreux) disposés de manière rayonnante. Il en est de même pour les plaques de la muraille .

## Reproduction
On sait peu de choses de sa reproduction en Europe. En tant qu’espèce des mers chaudes elle est supposée se reproduire en été. Des exemplaires contenant des pontes ont été trouvés en mai mais la période de fixation des cypris se situerait de septembre à novembre.
Le développement larvaire comporte, comme d’habitude chez les balanes, six stades nauplius dont l’ensemble dure huit jours à 25 °C et un stade cypris.
La durée de vie de S. fallax ne dépasse guère un et tout au plus deux ans probablement.

## Écologie

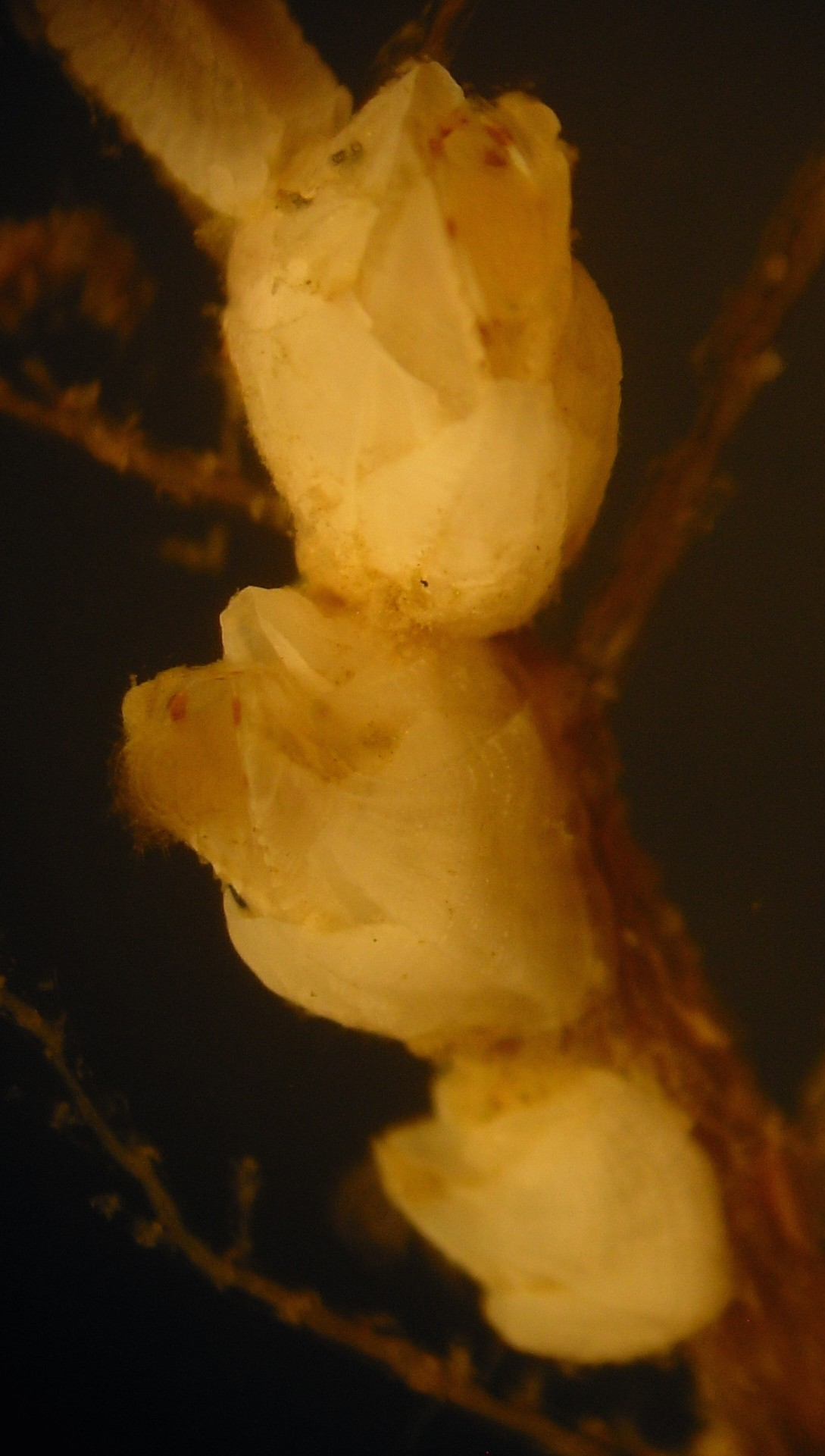
Solidobalanus fallax. Trois individus fixés à la tige d'un hydraire.

Solidobalanus fallax peut se rencontrer sur l’estran au niveau des plus basses mers de vive eau notamment sur les crampons de la laminaire Laminaria hyperborea, mais c’est essentiellement une espèce de l’infra-littoral qui descend jusqu’à environ 60 m de profondeur.
Caractère très particulier, elle ne se fixe pas sur les roches mais principalement sur les coquilles du bivalve Aequipecten opercularis, les coquilles de Buccinum undatum habitées par le pagure Eupagurus bernhardus, la cuticule de l'araignée de mer Maia squinado, de celle u Homard européen (Homarus gammarus) et de certains cnidaires dont la gorgone Eunicella verrucosa, ainsi que sur divers objets en matière plastique, dont les casiers à crustacés,.
La fixation de cette balane sur la gorgone Eunicella est préoccupante car elle peut avoir des effets néfastes (ralentissement de la cicatrisation, facilitation de l’installation de nouveau épibiontes, etc.) sur cette belle espèce dont les populations sont relativement rares et discontinues.

## Classification
Le nom valide complet (avec auteur) de ce taxon est Solidobalanus fallax (Broch (d), 1927).
L'espèce a été initialement classée dans le genre Balanus sous le protonyme Balanus fallax Broch, 1927.
Le nom vernaculaire attesté en français est « Balane feinte ». Ainsi dénommée probablement à cause de sa variabilité et des possibilités de confusion avec d’autres espèces, notamment Balanus crenatus et Balanus amphitrite.
Solidobalanus fallax a pour synonyme :
- Balanus fallax Broch, 1927
- Hesperibalanus fallax (Broch, 1927)

### Publication originale
- (en) Hjalmar Broch, « Studies on Moroccan Cirripeds (Atlantic Coast) », Bulletin de la Société des sciences naturelles du Maroc, Rabat, vol. 7,‎ 1927, p. 11-38 (ISSN 0366-3450).